# Мигринське нафтогазоконденсатне родовище
Мигринське нафтогазоконденсатне родовище — одне з дрібних родовищ вуглеводнів у Луганській області України. 

## Опис
Розташоване біля селища Широкий Станично-Луганського району (20 км на північний схід від районного центру). Відноситься до Північного борту нафтогазоносного району Східного нафтогазоносного регіону України.
Родовище відкрите у 2009 році пошуковою свердловиною № 2, пробуреною газопромисловим управлінням «Шебелинкагазвидобування» ДК «Укргазвидобування».
Після проведення дорозвідки введене у дослідно-промислову розробку осінню 2011 року. Станом на 2013 рік на родовищі працювали чотири свердловини (№ 2, 3, 5 та 6), під'єднані шлейфами до Мигринської установки комплексної підготовки нафти і газу. Для видачі продукції споруджувався газопровід діаметром 159 мм та довжиною 3 км.